# Nhà hát Chèo Quân đội
Nhà hát Chèo Quân đội  là đơn vị hoạt động nghệ thuật sân khấu chèo chuyên nghiệp, trực thuộc Quân đội nhân dân Việt Nam. Nhà hát được thành lập trên cơ sở nâng cấp Đoàn Chèo Tổng cục Hậu cần từ năm 2010. Nhà hát Chèo Quân đội có trụ sở tại Phường Xuân Đỉnh, Quận Bắc Từ Liêm, Hà Nội. Đây là 1 trong 3 đơn vị nghệ thuật lớn nhất trên tổng số 13 đoàn nghệ thuật thuộc Quân đội nhân dân Việt Nam. Hiện nay, giám đốc của Nhà hát Chèo Quân đội là Đại tá, NSND Vũ Tự Long.

## Lịch sử hình thành
Nghệ thuật chèo truyền thống của Việt Nam chủ yếu xuất phát ở tứ chiếng chèo nổi tiếng của vùng châu thổ sông Hồng: Chiếng Bắc, chiếng Nam, chiếng Đông và chiếng Đoài. Kể từ ngày 1-10-1954, tại thủ đô kháng chiến Thái Nguyên - với sự ra đời của Đoàn văn công Tổng cục cung cấp, sau này đổi tên thành Đoàn văn công Tổng cục Hậu cần rồi Đoàn chèo Tổng cục Hậu cần và hiện nay là Nhà hát chèo Quân đội, ngành chèo Việt Nam có thêm một đơn vị hoạt động trên địa bàn rộng.
Trong kháng chiến chống Mỹ, lính chèo có mặt hầu khắp các binh trạm Trường Sơn, phục vụ bộ đội, thanh niên xung phong, dân công hỏa tuyến... trên nhiều chiến trường, nhiều hướng chiến dịch. Những làn điệu chèo, trích đoạn chèo truyền thống của Đoàn được biểu diễn trực tiếp trên mặt trận và được phát trên sóng Đài Tiếng nói Việt Nam như: Trần Quốc Toản ra quân, Nguyễn Viết Xuân, Đường về trận địa, Lá thư tiền tuyến, Chuyến đò sông Mã, Anh lái xe và cô chống lầy...
Thời kỳ đổi mới, Đoàn Chèo Tổng cục Hậu cần vẫn đứng vững trong cơ chế thị trường và kiên định phát triển nghệ thuật chèo truyền thống. Đặc biệt, bộ ba tác phẩm chèo Bài ca giữ nước của Đoàn trở thành một hiện tượng của sân khấu Việt Nam những năm đầu thập niên 80 của thế kỷ XX. Nhiều cuộc hội thảo khoa học về bộ tác phẩm này đã được tổ chức và khẳng định: Bài ca giữ nước là mẫu mực của phương hướng cách tân, đổi mới chèo truyền thống, là bộ tác phẩm kinh điển của sân khấu chèo đương đại.
Những năm gần đây, Nhà hát Chèo Quân đội vẫn tiếp tục phát huy tốt truyền thống của đơn vị nghệ thuật hàng đầu, phát triển nghệ thuật chèo truyền thống, tổ chức dàn dựng được nhiều tác phẩm có giá trị nội dung và nghệ thuật cao như: Lý trưởng, mẹ mõ, Thị Mầu lên chùa, Súy Vân giả dại, Phù thủy sợ ma, Tuần Ty đào Huế... Nhiều tác phẩm vang bóng một thời của đoàn cũng được tái dựng thành công, như: Anh lái xe và cô chống lầy, Đôi mắt, Người năm ấy... Đồng thời, Đoàn đã cộng tác với các tác giả kịch bản và đạo diễn trong và ngoài quân đội; tổ chức tọa đàm, đi thực tế, đặt hàng, thẩm định... để xây dựng nhiều vở diễn mới được dư luận đánh giá cao, như: Dòng chảy thần kỳ, Ánh sao đầu núi, Vụ án sau 20 năm, Đã một lần, Chuyện người xưa, Trạng Quỳnh, Đêm trắng...
Ngoài ra, hằng năm Đoàn đều tổ chức từ một đến hai đợt hành quân dã ngoại biểu diễn phục vụ khán giả quân dân Trường Sa, Tây Bắc, Việt Bắc, miền Trung, Tây Nguyên, Nam Bộ... và nước bạn Lào, khẳng định uy tín của thương hiệu "Chiếng chèo bộ đội" trong tình cảm của khán giả quân-dân Việt Nam.
Tiếp sau những tên tuổi như: Tào Mạt, Nguyễn Thành, Nguyễn Thế Phiệt, Xuân Theo, Ngọc Viễn... thế hệ hiện nay của Đoàn như: Đào Lê, Thanh Hải, Quốc Trượng, Trung Sinh, Minh Tiến, Phương Thúy, Tự Long, Hiền Lương, Kim Liên, Thùy Linh, v.v. đang tiếp nối xứng đáng truyền thống của thế hệ cha anh. "Chiếng chèo bộ đội" có nhiều tên tuổi thuộc hàng ngôi sao, trong đó có 13 Nghệ sĩ ưu tú. Đoàn đã được Nhà nước tuyên dương Đơn vị Anh hùng lực lượng vũ trang nhân dân thời kỳ đổi mới.

## Thành tích

### Cuộc thi chèo
- Năm 2020, Tại Cuộc thi Tài năng trẻ diễn viên Chèo toàn quốc năm 2020 đã diễn ra tại Hà Nam, Nhà hát Chèo Quân Đội đã xuất sắc giành 1 huy chương vàng (Nguyễn Thị Huyền), 3 huy chương bạc (Trọng Thế, Hương Giang, Hà Thị Nga) và 3 giải triển vọng khác, xếp thứ tư các đoàn tham gia theo thành tích huy chương.
- Năm 2019, Tại Liên hoan sân khấu chèo toàn quốc diễn ra tại Bắc Giang, chèo Quân đội đã xuất sắc giành huy chương vàng cho vở diễn "Công lý không gục ngã"; giành 4 huy chương vàng cá nhân (Xuân Dương, Quỳnh Sen, Đình Óng, Văn Cường) và 6 huy chương bạc, xếp thứ 2/16 đơn vị tham gia theo thành tích huy chương.
- Năm 2017, Cuộc thi Tài năng trẻ Diễn viên sân khấu Tuồng, Chèo chuyên nghiệp toàn quốc diễn ra ở Thanh Hóa, Chèo Quân đội xếp thứ nhì với 2 HCV của Nguyễn Văn Hà, Nguyễn Thị Thu Thảo và 1 HCB của Nông Quỳnh Sen.
- Năm 2016, Tại cuộc thi Nghệ thuật Sân khấu chèo chuyên nghiệp toàn quốc diễn ra ở Ninh Bình, Chèo Quân đội giành huy chương vàng với vở diễn "Đời luận anh hùng" và nhiều giải thưởng khác, xếp hạng nhì theo thành tích huy chương.
- Năm 2013, Tại cuộc thi Nghệ thuật Sân khấu chèo chuyên nghiệp toàn quốc 2013 diễn ra ở Hải Phòng[4] Nhà hát Chèo Quân đội giành Huy chương vàng vở diễn "Người thầy của muôn đời". Giải cá nhân có 06 Huy chương vàng (NSƯT Tự Long, NSƯT Minh Tiến, Thanh Tuyết, Duy Từ, Thùy Linh, Thúy Nga) và 07 Huy chương bạc (Hiền Lương, Xuân Nghĩa, Ngọc Sơn, Đình Óng, Thu Hải, Đức Hải, Thanh Huấn). Cơ cấu giải cuộc thi có 03 vở diễn đạt HCV và 06 vở diễn đạt HCB, 42 HCV cá nhân, 68 HCB cá nhân. Xếp thứ 2/17 đoàn tham dự theo thành tích huy chương.
- Năm 2011, Tại Liên hoan Sân khấu Chèo về đề tài hiện đại – 2011 diễn ra ở Thái Bình,[5] Chèo Quân đội giành Huy chương bạc vở diễn "Bến nước đời người". Giải cá nhân có 03 Huy chương vàng (Thảo Quyên, Thùy Linh, NSƯT. Minh Tiến) và 07 Huy chương bạc (Đình Óng, Duy Từ, NSƯT. Phương Thúy, Ngọc Sơn, Thu Hải, Thanh Huấn, Xuân Nghĩa). Giải Dàn nhạc xuất sắc với vở "Bến nước đời người". Cơ cấu giải thưởng cuộc thi có tổng 03 vở diễn đạt HCV và 03 vở diễn đạt HCB, 27 HCV cá nhân, 50 HCB cá nhân. Xếp hạng 4/13 đoàn tham dự theo thành tích huy chương.
- Năm 2009, Tại Hội diễn sân khấu Chèo chuyên nghiệp toàn quốc - 2009 diễn ra ở Quảng Ninh[6] Nhà hát Chèo Quân đội (Đoàn nghệ thuật Tổng cục Hậu cần) giành Huy chương bạc vở diễn "Hùng ca Bạch Đằng Giang" (Cơ cấu giải hội diễn có 02 vở diễn đạt Huy chương vàng và 05 vở diễn đạt Huy chương bạc). Giải cá nhân có 02 Huy chương vàng (Tự Long, NSƯT Minh Tiến) và 05 Huy chương bạc (NSƯT Quốc Trượng, Hiền Lương, Thanh Tuyết, Anh Tuấn, Duy Từ).Và Giải thưởng Nhạc sĩ xuất sắc: Nhạc sĩ Hạnh Nhân - trong vở Hùng ca Bạch Đằng Giang. Xếp thứ 5/17 đoàn tham dự về số lượng huy chương.
- Tại Hội diễn nghệ thuật chuyên nghiệp toàn quân năm 2008, Đoàn giành một loạt giải thưởng: Huy chương vàng cho vở diễn; Bằng khen của Tổng cục chính trị và Giải thưởng của Bộ Văn hóa, Thể thao và Du lịch dành cho tác phẩm xuất sắc về đề tài Học tập và làm theo tấm gương đạo đức Hồ Chí Minh; 03 Huy chương vàng và 05 Huy chương bạc cho 8 diễn viên thể hiện thành công các vai diễn; 02 giải thưởng xuất sắc của Hội nghệ sĩ sân khấu dành cho Nghệ sĩ nhân dân Đào Lê chỉ đạo nghệ thuật vở diễn và nghệ sĩ trẻ Ngọc Cao.

### Thành tích khác
Đến năm 2016, Nhà hát Chèo Quân đội đã có các thành tích sau:
- Đơn vị Anh hùng Lực lượng vũ trang nhân dân trong thời kỳ đổi mới.
- 3 Huân chương Chiến công
- Huân chương Bảo vệ Tổ quốc hạng Ba
- 1 Huân chương Quân công hạng Ba
- 1 Huân chương Lao động hạng Nhì
- 50 Huy chương vàng, 75 Huy chương bạc qua các kỳ hội diễn.

Năm 2019, tại lễ kỷ niệm 65 năm Ngày truyền thống (1-10-1954 / 1-10-2019) :
- Huân chương Bảo vệ Tổ quốc hạng Nhì.[8]